# 配角
配角，或称甘草及绿叶演员，是指演藝人員的故事中次要角色，雖然不是情節主要聚焦的角色，但在故事中屢次提及、而不僅只是一個閒角。在某些作品中，配角可能會有一段自己的背景故事，可能與主角有關、也可能完全獨立。
「其中年紀及年資較高印象最深刻的也叫為甘草演员。」
此說近年以訛傳訛，有誤。
配角、閒角之稱為「甘草」或《綠葉》演員角色等，非因年紀或年資較高。乃指以一些全職的資深演藝界人士從業員，他們並非小生花旦圈中內演出男女主角，卻於不同的場景裡，頻頻見到他們以各色各樣的角色穿插其中，就係如傳統中藥方中的甘草，因為有調和諸藥的功效而幾乎皆見於每張藥方，故以「劑劑都見到佢」的甘草，來比喻「齣齣戲都見到佢」的這些演員。
電影商也可能為受歡迎的配角開拍外傳，如《星球大戰》系列於2022年首播的《歐比王·肯諾比》電視劇。